# União das Freguesias de Refojos de Basto, Outeiro e Painzela
Die União das Freguesias de Refojos de Basto, Outeiro e Painzela ist eine portugiesische Gemeinde (Freguesia) im Kreis (Concelho) Cabeceiras de Basto, Distrikt Braga, im Nordwesten Portugals.

## Geschichte
Die Gemeinde entstand im Zuge der Gebietsreform vom 29. September 2013 durch die Zusammenlegung der ehemaligen Gemeinden Refojos de Basto, Outeiro und Painzela.
Cabeceiras de Basto wurde Sitz der neuen Verwaltung.

## Demographie

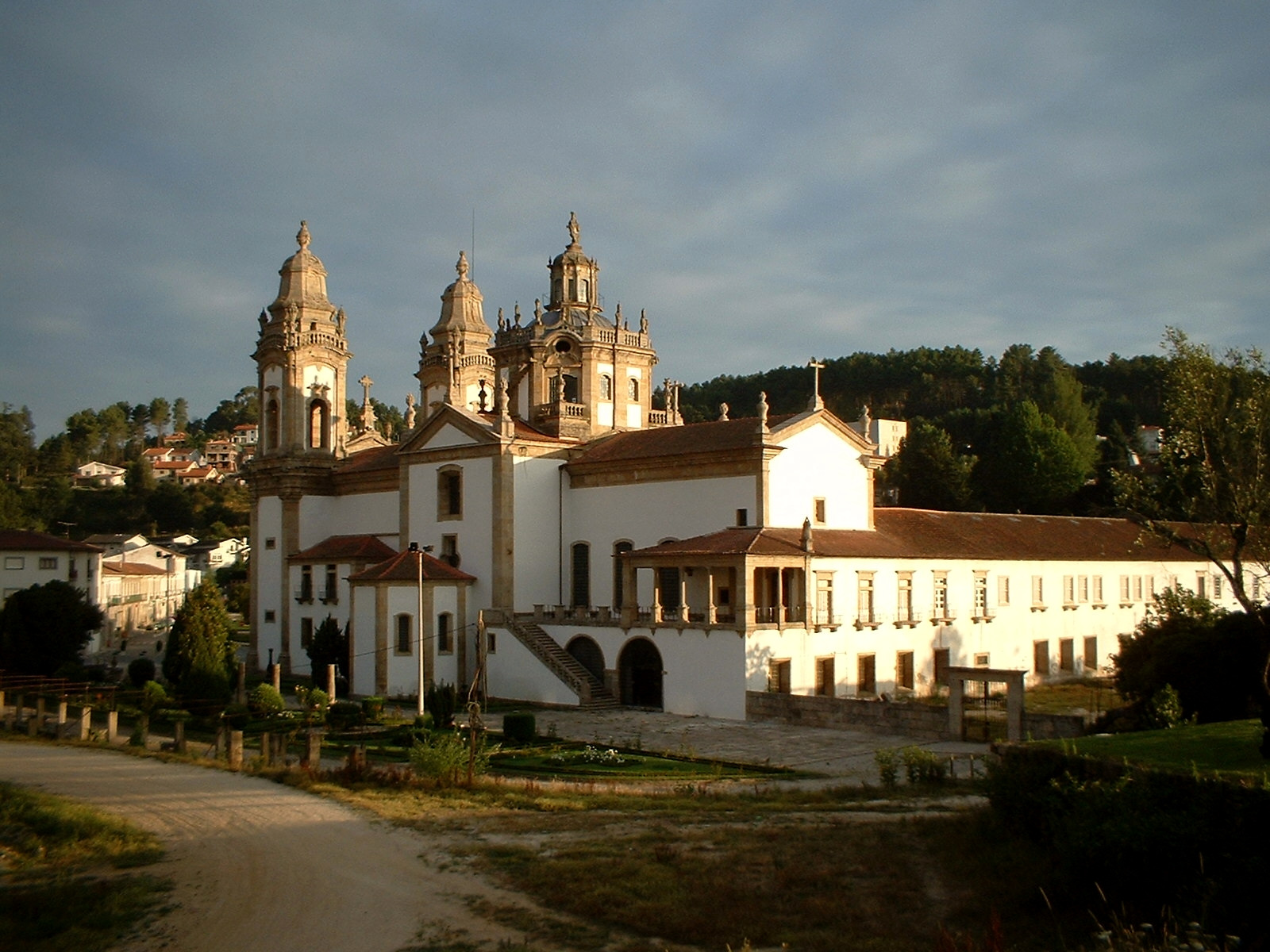
Kloster São Miguel de Refojos de Basto

| Freguesia | Freguesia                            | Freguesia | Freguesia       | ehemalige Freguesias | ehemalige Freguesias | ehemalige Freguesias | ehemalige Freguesias |
| --------- | ------------------------------------ | --------- | --------------- | -------------------- | -------------------- | -------------------- | -------------------- |
| Wappen    | Freguesia                            | Einwohner | Fläche in (km²) | Wappen               | Freguesia            | Einwohner            | Fläche in (km²)      |
|           | Refojos de Basto, Outeiro e Painzela | 6574      | 28,95           |                      | Refojos de Basto     | 4677                 | 14,03                |
|           | Refojos de Basto, Outeiro e Painzela | 6574      | 28,95           | Outeiro              | 1116                 | 7,58                 |                      |
|           | Refojos de Basto, Outeiro e Painzela | 6574      | 28,95           | Painzela             | 959                  | 7,35                 |                      |